# Clã Nanbu

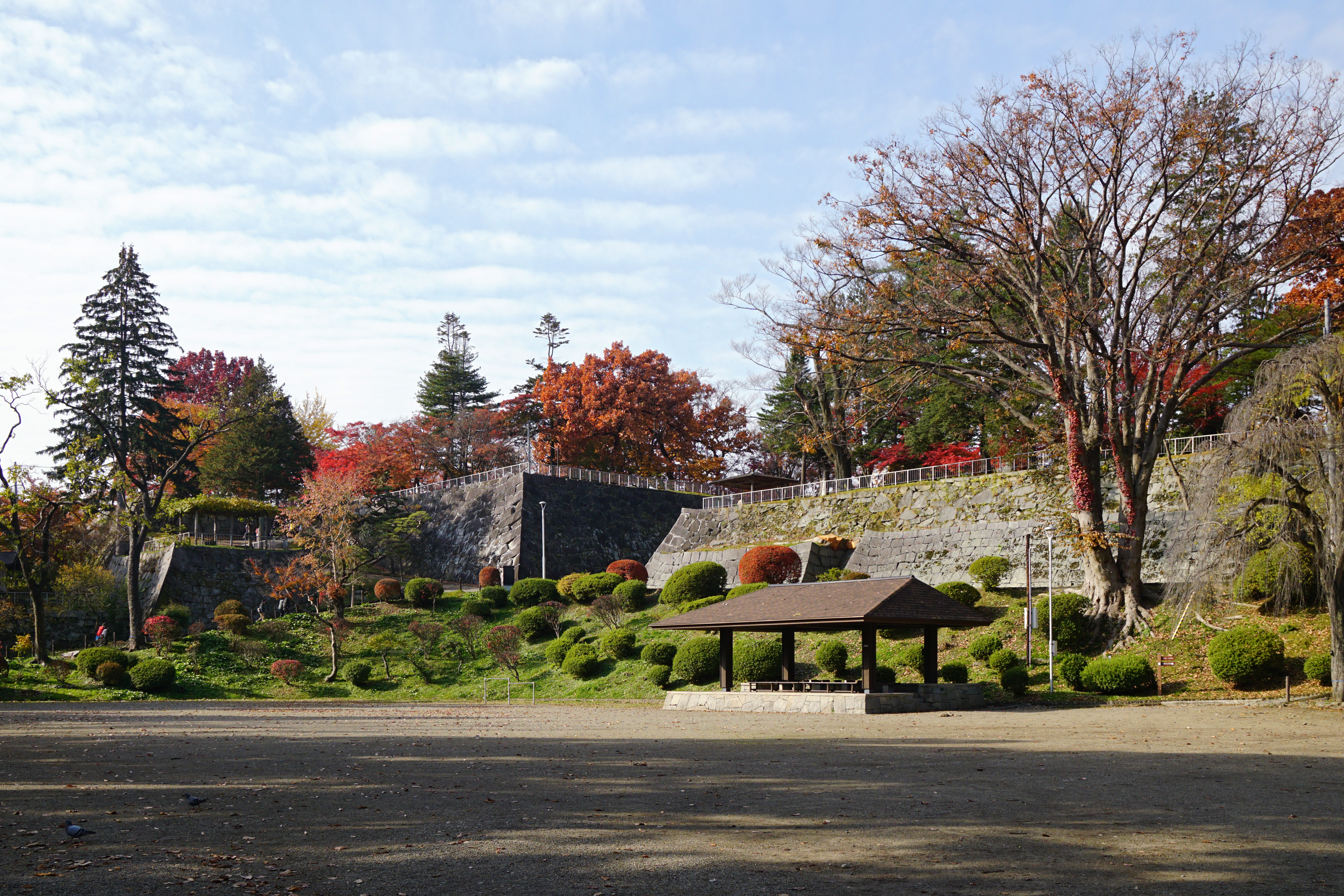
Parque em Morioka com as ruínas do Castelo de Morioka, sede do domínio da principal família Nanbu.

O clã Nanbu (南部氏, Nanbu-shi) foi um clã samurai japonês originado no norte do Japão, especificamente na Província de Mutsu (a costa nordeste de Honshū). Os Nanbu afirmavam serem descendentes do clã Minamoto, e seus membros entraram pela primeira vez no registro histórico como residentes da Província de Kai durante o período Kamakura. O clã se mudou mais tarde para Mutsu. No período Sengoku, o clã frequentemente lutou com seus vizinhos, incluindo o clã Tsugaru, uma de suas ramificações que declarou independência. O clã Nanbu estava no lado vencedor da Batalha de Sekigahara, e adentrou o período Edo como uma família senhorial (daimyo) do Domínio de Morioka. Pelo curso do período Edo, diversas ramificações (famílias) foram estabelecidas, cada qual recebendo seu próprio feudo.
Durante a Guerra Boshin de 1868-1869, o clã Nanbu e suas ramificações lutaram no lado da Ouetsu Reppan Domei, a aliança de domínios do norte. Após o colapso da aliança, o clã Nanbu teve grande parte de suas terras confiscadas e, em 1871, os chefes de suas ramificações foram retirados de seus postos. Na era Meiji, eles se tornaram parte da nova nobreza. A linhagem principal dos Nanbu sobrevive até os dias atuais; seu chefe atual, Toshiaki Nanbu, é o padre-chefe do Santuário Yasukuni.

## Origens
O clã Nanbu reivindicou descendência do Seiwa Genji, via o clã Takeda da província de Kai. Minamoto no Mitsuyuki, o trisneto de Minamoto no Yoshimitsu, foi o primeiro a utilizar o nome Nanbu, em homenagem à área em Kai onde ele residia. A referência mais antiga para a região Nanbu de Kai são as escritas do monge budista Nichiren, no século XIII. Foi durante o período Nanboku-cho que os Nanbu deixaram Kai e se mudaram para a província de Mutsu, onde permaneceriam até 1871.

## Era Meiji e além

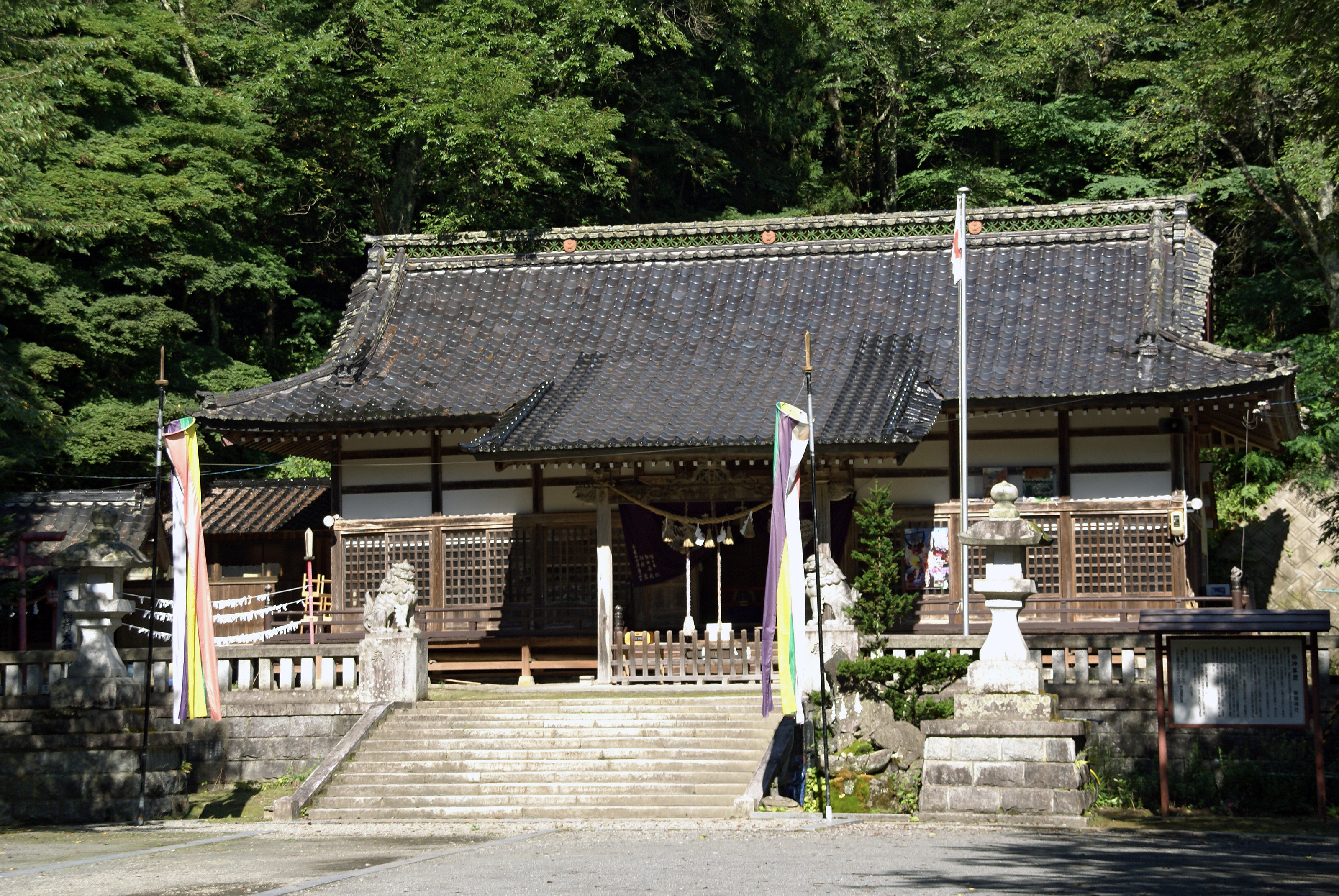
Santuário Nanbu, onde os ancestrais do clã Nanbu são consagrados como kami.

Nos primeiros anos da era Meiji, a linhagem principal dos Nanbu foi enobrecida com o título de conde (hakushaku) no novo sistema de nobreza. Os Nanbu de Hachinohe e Shichinohe também foram enobrecidos com o título de visconde (shishaku). Conde Toshinaga Nanbu, a 42ª geração de chefes da família Nanbu, foi um oficial do Exército Imperial Japonês, e morreu em ação durante a Guerra Russo-Japonesa. Ele foi sucedido por seu irmão Toshiatsu; Toshiatsu era um proponente das artes e estudou pintura com Kuroda Seiki. Quando o herdeiro presumido de Toshiatsu, Toshisada, morreu aos 18 anos, Toshiatsu adotou Toshihide Ichijō, seu genro, como seu herdeiro. Toshihide era filho do Duque Ichijō Saneteru, que era um antigo nobre da corte. Quando adotado, Toshihide assumiu o nome Nanbu, e após a morte de Toshiatsu, se tornou a 44ª geração de chefes da família Nanbu. Após o falecimento de Toshihide em 1980, seu filho Toshiaki se tornou a 45ª geração de chefe. De 2004 a 2009, Toshiaki foi o kannushi (Abade) do Santuário Yasukuni.

## Chefes da família
Linhagem principal (Sannohe, posteriormente Morioka)
| - Mitsuyuki (1165?-1236?). - Sanemitsu - Tokizane - Masamitsu - Munetsune - Muneyuki - Sukeyuki | - Masatsura - Sukemasa - Shigetoki - Nobunaga - Masayuki (?-1388) - Moriyuki - Yoshimasa | - Masamori - Sukemasa - Mitsumasa - Tokimasa - Michitsugu - Nobutoki (1442-1501) - Nobuyoshi (1462-1503) |  |

| - Masayasu (1461-1507) - Yasunobu (1493-1541) - Harumasa (1517-1582) - Harutsugu (1570-1582) - Nobunao (1546-1599, primeiro lorde do Domínio de Morioka). - Toshinao (1576-1632). - Shigenao (1606-1664) | - Shigenobu (1616-1702) - Yukinobu (1642-1702) - Nobuoki (1678-1707) - Toshimoto (1689-1725) - Toshimi (1708-1752) - Toshikatsu (1724-1780 - Toshimasa (1751-1784) | - Toshinori (1782-1820) - Toshimochi (1803-1825) - Toshitada (1797-1855) - Toshitomo (1824-1888) - Toshihisa (1828-1896) - Toshiyuki (1855-1903, último lorde de Morioka) - Toshinaga (1882-1905) |  |

| - Toshiatsu (1884-1930) - Toshihide (1907-1980) - Toshiaki (1935-2009) |

Ramificação (Hachinohe)
| - Naofusa (1628-1668) - Naomasa (1661-1699) - Michinobu (1673-1716) - Hironobu (1709-1741) - Nobuoki (1725-1773) - Nobuyori (1747-1781) | - Nobufusa (1765-1835) - Nobumasa (1780-1847) - Nobuyuki (1814-1872, last lord of Hachinohe) - Sakinobu (1858-1876) - Asako (1858-1913) - Toshinari (1872-1950) |  |

Ramificação (Shichinohe)
| - Nobuchika (1776-1821) - Nobunori (1805-1862) - Nobutami (1833-1900) - Nobukata (1858-1923) |

### Não-ficção
- Hesselink, Reinier H. (2002). Prisoners from Nambu : reality and make-believe in seventeenth-century Japanese diplomacy.  Honolulu: University of Hawai'i Press.
- Mori, Kahee (1967). Nanbu Nobunao. Tokyo: Jinbutsu Ōraisha.

### Ficção
- Asada, Jirō (2008). Mibu gishiden. Tokyo: Kashiwa shoten.